# Jungermannia
Jungermannia ist die namensgebende Moosgattung der Ordnung Jungermanniales. Die Gattung ist nach dem deutschen Arzt und Botaniker Ludwig Jungermann (1572–1653) benannt.

## Merkmale
Die Pflanzen besitzen ausgebreitete, rundliche Flankenblätter; Unterblätter fehlen meist. Jede Zelle enthält mehrere Ölkörper, selten nur einen. Ein Perianth ist vorhanden. Die Sporen sind 10 bis 22 Mikrometer groß.

## Systematik
In die Gattung Jungermannia werden auch die früheren Gattungen Plectocolea und Solenostoma eingegliedert, die früher aufgrund ihres abweichenden Perianthaufbaus als separate Gattungen geführt wurden.
Die Gattung umfasst rund 125 Arten. Von den europäischen 18 Arten kommen die folgenden in Deutschland vor:
- Jungermannia atrovirens
- Jungermannia caespiticia
- Jungermannia confertissima
- Jungermannia exsertifolia
- Jungermannia gracillima
- Jungermannia hyalina
- Jungermannia leiantha
- Jungermannia obovata
- Jungermannia paroica
- Jungermannia polaris
- Jungermannia pumila
- Jungermannia sphaerocarpa
- Jungermannia subelliptica
- Jungermannia subulata

## Belege
- Jan-Peter Frahm, Wolfgang Frey, J. Döring: Moosflora. 4., neu bearbeitete und erweiterte Auflage (UTB für Wissenschaft, Band 1250). Ulmer, Stuttgart 2004, ISBN 3-8001-2772-5 (Ulmer) & ISBN 3-8252-1250-5 (UTB).